# Якобина Якобсдоуттир
Якобина Вальдис Якобсдоуттир (исл. Jakobína Valdís Jakobsdóttir; род. 21 ноября 1932, Исафьордюр) — исландская горнолыжница. Участница зимних Олимпийских игр 1956 года. Первая женщина, представлявшая Исландию на зимних Олимпийских играх.

## Биография
Якобина Якобсдоуттир родилась 21 ноября 1932 года в исландском городе Исафьордюр.
Выступала в соревнованиях по горнолыжному спорту за Рейкьявик. 16 раз становилась чемпионкой Исландии, впервые — в 1953 году.
В 1954 году участвовала в чемпионате мира в Оре. В слаломе заняла 34-е место, показав результат 3 минуты 1,27 секунды. Стала первой исландской горнолыжницей, выступившей на чемпионате мира.
В 1956 году вошла в состав сборной Исландии на зимних Олимпийских играх в Кортина-д’Ампеццо. В скоростном спуске заняла 31-е место с результатом 1.57,2, уступив 16,5 секунды завоевавшей золото Мадлен Берто из Швейцарии. В слаломе была дисквалифицирована после второго заезда. В гигантском слаломе заняла 41-е место с результатом 2.39,4, уступив 42,9 секунды завоевавшей золото Осси Райхерт из ФРГ.
Якобсдоуттир стала первой женщиной, представлявшей Исландию на зимних Олимпийских играх.